# 須田秀広
須田 秀広（すだ ひでひろ）は、安土桃山時代の武士。二階堂氏の家臣。

## 略歴
和田城主・須田盛秀の嫡男として誕生。
天正17年（1589年）10月26日、須賀川城落城時に伊達軍に生け捕られた。その3日後伊達政宗自らの手によって鉄砲で撃ち殺された。『奥羽永慶軍記』では、その名前を美濃二郎とし生年18歳としている。16歳で没とする史料もある。
秋田県横手市の天仙寺の寺号は秀広の法名から名付けられたと言う。